# Stralsundski mir
Stralsundski sporazum, sklenjen 24. maja 1370, je bil sklepno dejanje vojne med Hanzeatsko zvezo in Kraljevino Dansko. Hanzeatska zveza je s sklenitvijo sporazuma dosegla višek svoje moči.
Vojna se je začela leta 1361, ko je danski kralj Valdemar IV. Atterdag osvojil Skanijo, Öland in Gotland z glavnim hanzeatskim mestom Visby. Leta 1362 je dansko ladjevje pri Helsingborgu odbilo hanzeatski protiudarec, zaradi česar je Hansa sprejela premirje, ki je kulminiralo z neugodnim sporazumom iz Vordingborga, sklenjenim leta 1365. Sporazum je zvezo prikrajšal za velik del njenih privilegijev. Hansa se privilegijem ni nameravala odreči in je  leta 1367 preko Kölnske zveze zbrala floto in obnovila zavezništva s Švedsko. V naslednjih bitkah sta bila Valdemar IV. in njegov norveški zet Hakon VI. popolnoma poražena.
Na mirovnih pogajanjih je Dansko zastopal drost Henning Podebusk, Hanso pa lübeški mestni glavar Jakob Pleskow in stralsundski mestni glavar Bertram Wulflam. S sporazumom je bila ponovno vzpostavljena svoboda Visbyja. Danska je morala zagotoviti Hansi svobodno trgovanje na celotnem Baltiku. Hansa je s tem dobila monopol nad trgovanjem z ribami. Dobila je tudi pravico veta  na kandidaturo danskega prestolonaslednika.

## Vir
- Dollinger, Philippe (1999). The German Hansa. Routledge. ISBN 0-415-19072-X.